# Prytanée militaire de Saint-Louis
Le Prytanée militaire de Saint-Louis est un établissement d'enseignement secondaire sénégalais dépendant du ministère des forces armées et situé à Saint-Louis. 
Il regroupe les meilleurs élèves du Sénégal étant donné que ces derniers se sont distingués lors d'un concours très sélectif organisé dans tout le territoire sénégalais. Ainsi, 50 élèves sont choisis chaque année parmi plus de 3 000 candidats, tous étant des garçons. À ces 50 s'ajoute une quinzaine d'autres élèves issus de pays étrangers. Il est considéré comme la meilleure école du Sénégal.

## Historique
L'École des enfants de troupe de Saint-Louis-du-Sénégal fut créée en 1923, elle accueillit ses premiers élèves l'année suivante, au camp Oudeoud (camp El Hadj Omar) au quartier de Pointe nord à Saint-Louis. La mission assignée à cette école était de répondre aux besoins de l'Afrique-Occidentale française en cadres disposant d'une formation intellectuelle et technique. Le recrutement était ouvert aux fils de militaires en activité, aux chefs de cantons et autres notables.
Aux élèves fut dispensé un enseignement primaire qui les conduisaient au certificat d'études primaires puis à l'enseignement primaire supérieur 1re et 2e année. À l'issue de cette formation, les élèves intégraient le peloton du 1er régiment de tirailleurs sénégalais. En 1926, un peloton spécifique à l'école fut créé.
Les conditions de vie des Enfants de troupe étaient plutôt spartiates : nourris à l’ordinaire africain, ils couchaient sur des bas flancs, avec des nattes et une couverture. Leur tenue se composait d'une chéchia, d'une ceinture de flanelle rouge, et ils n’étaient pas chaussés. Des sous-officiers assuraient une discipline toute militaire.
En 1938, l’École des enfants de troupe fut rattachée à la compagnie hors rang (C.H.R) et placée sous l’autorité de l’Officier commandant cette unité. 
L’école fut ensuite placée sous le commandement du capitaine Charles N’Tchoréré. Son passage marqua profondément l’école, son influence et sa légende continuent encore d’habiter l’école des enfants de troupe. 
À partir de 1940, l’enseignement fut dispensé sur place : quatre classes furent créées et installées dans l’école (cours élémentaire 2e année, cours moyen 1re et 2e années, cours supérieur 1re année). Des enseignants sont détachés à l’école, aux côtés de l’encadrement militaire. Le personnel enseignant se compose d’un directeur des études et d’un collège d’instituteurs. En 1944, une nouvelle classe fut ajoutée : le cours supérieur 2e année. Le commandement de l’école fut désormais confié, à un officier déchargé de toute autre fonction. Parmi les instituteurs figurait Mamadou Dia, ancien Premier Ministre du Sénégal.
En 1946, l'école est transférée au camp de Dakhar Bango, qui prit, le 22 décembre 1992, le nom de camp DÉ Momar Gary, du nom du capitaine DÉ Momar Gary qui se trouvait être un ancien élève de l’école des enfants de troupe de Saint-Louis du Sénégal (E.E.T.S) en 1946. 
À partir de 1949, les classes primaires sont progressivement supprimées et remplacées par des classes de collège de 6e , 5e, 4e et 3e. En 1953, l’école présente, pour la première fois, des élèves au Brevet d'études du premier cycle du second degré (B.E.P.C), L’école des enfants de troupe de Saint-LOUIS (E.E.T.S) changea de statut et de nom à cette date pour s'appeler École militaire préparatoire africaine (E.M.P.A.) Charles N’Tchoréré, avec comme devise : « S’unir, servir toujours France-Afrique ».
En juin 1973, l’école changea de nom pour la seconde fois : l’École militaire préparatoire africaine (E.M.P.A) devint le Prytanée militaire Charles N'Tchoréré de Saint-Louis (PMS). Le Prytanée militaire Charles N’Tchoréré de Saint-Louis du Sénégal fut dirigé pour la première fois par un officier sénégalais en 1974. Il s’agit du Commandant Papa Assane Mbodj.
En 1994 et 1995, le Prytanée militaire de Saint-louis remporta le concours international de Génies en herbe.

## Les résultats des examens et concours du Prytanée militaire de Saint-Louis
Le PMS se trouve très souvent en tête des concours auxquels il participe, qu'ils soient au niveau national ou au niveau local. Le concours général organisé chaque année et qui est supposé être le plus prestigieux concours au Sénégal est régulièrement remporté par le Prytanée militaire de Saint-Louis

## Personnalités issues du Prytanée militaire de Saint-Louis
● Général de corps d'armée Doumbia Lassina, actuel Chef d'état-major général des armées de Côte d'Ivoire.
- Amiral Aliou Moussa SOW, ancien commandant du Prytanée militaire de Saint-Louis (1994-1995), Secrétaire Générale de la HASSMAR .
- Le général Abdoulaye Soumare, 1er  Chef d’État-Major Général des Armées de la Fédération du Mali.
- Le général Daouda Niang du Sénégal.
- Le général Namori Keita (Guinée Conakry)
- Le général Coumba Diouf Niang (Sénégal)
- Le général Bélal Ly (Sénégal)
- L’amiral Alexandre Diam (Sénégal)
- Le général Abdoulaye Dieng (Sénégal)
- Le général Antou Pierre Ndiaye, Inspecteur Général des Forces Armées
- Le général Boubacar Wone, ancien aide de camp de Abdou Diouf
- Le général Intendant Papa Abdoulaye Diagne, premier Intendant du Sénégal
- Le général Papa Khalil Fall, ancien chef d’État-Major des armées du Sénégal, premier produit du Prytanée à commander l’armée
- L’officier gendarme Sambou Soumaré, ancien ministre de la Justice du Mali
- Le général Amara DANFAGA du Mali (Promotion 1945)
- Le colonel Oumar Soumah, ancien chef d’État-major des armées de Guinée
- Le vice-amiral Timité Lassana, ancien chef d’État-major général des forces armées ivoiriennes
- Le colonel Abdoulaye Badiane, directeur du matériel
- Le colonel Ibrahima Traoré, ancien chef d’État-major adjoint des armées nigériennes.
- Le colonel Abdoulaye Badiane, directeur du matériel
- Le Lieutenant-colonel Issakha Labo, ancien chef d’État-major général des armées du Burkina Faso.
- Le général de brigade Chef d'état major de l'armée de l'air Joseph Mamadou Diop, pilote de l’avion présidentiel du Sénégal.
- Le capitaine de vaisseau Ousmane Sall, chef d’État-major marine Sénégalaise.
- Le colonel Abdoulaye Aziz Ndao, haut commandant en second de la gendarmerie senegalaise

- Des hommes politiques tels que :
  - le docteur d’État Abdoulaye Bathily, chef de parti politique (LDMPT) ;
  - Oumar Sarr, ancien ministre ;
  - Cheikh Tidiane Gadio, ministre d’État, ministre des affaires étrangères du Sénégal ;
  - El Hadj Ibrahima Sall, ancien ministre, ancien Directeur de l’I.P.R.E.S.[Quoi ?] ;
  - Serigne Mbaye Thiam, ancien député du Sénégal, expert comptable de profession ;
  - Ibra Mamadou Wone, directeur commercial d’Air Sénégal ;
  - Daouda Sembene Inspecteur Principal du Trésor.

De Léopold Sédar Senghor à Abdoulaye Wade, les aides de camp des présidents du Sénégal ont été des produits de l’école militaire :
- le général Bélal Ly pour Léopold Sédar Senghor ;
- le général Boubacar Wone pour Abdou Diouf ;
- le contre-amiral Bara Cissokho pour Abdoulaye Wade ;
- le colonel Meissa Cellé Ndiaye pour Macky Sall.

Dans la région de Saint-Louis, on dénombre la présence prépondérante d’anciens enfants de troupe :
- le colonel Abdourahmane Cissé, ancien commandant de la zone militaire no 2 ;
- l’ancien commandant de la légion de gendarmerie, le colonel Loubeul Sy ;
- le colonel Cheikh Birahim Thioune, ancien commandant du Prytanée militaire ;
- le Colonel Souleymane Thioune, ancien Commandant du 12e Bataillon d’Instruction et commandant d'école du Prytanée militaire ;
- le commandant-médecin, ophtalmologue de l’hôpital de Saint-Louis, Alioune Diouf ;
- le médecin-capitaine Mababou Kebe, dentiste de la place de Dé Momar Gary ;
- le médecin-chef de la place de Saint-Louis Nord ;
- le médecin capitaine Cheikh Abdou Khadre Fall ;
- le capitaine Amacodou Fall, commandant la compagnie de gendarmerie ;
- le lieutenant Papa Ibrahima Diop, commandant de compagnie de gendarmerie de Matam ;
- l’inspecteur du travail Gabriel Ndiaye ;
- le journaliste Ben Makhtar Diop, ancien chef de station de Sud-FM Saint-Louis ;
- l'inspecteur des impôts et domaine Cheikh Tidiane Ba, directeur général  des impôts et domaines ;
- le 2e président de la république  du Niger Ali Saibou ;
- le général de corps d'armée Papa Khalilou Fall ;
- le général de corps d'armée Abdoulaye Fall ;
- le docteur Cheikh Tidiane Gadio ;
- l’économiste et homme politique El Hadj Ibrahima Sall ;
- le comptable, expert consultant Serigne Mbaye Thiam ;
- le comptable, Inspecteur du Trésor et expert Fiscaliste International avec le gouvernement des États-Unis d'Amérique Mamadou Moustapha Diatta[6] ;
- le chef d'État major de l'armée de Terre béninoise  Fructueux Gbaguidi.

- Un écrivain :
  - Mohamed Mbougar Sarr prix Goncourt 2021.

## Le Prytanée militaire, une fierté de ses sortants
Les anciens de cet établissement se rappellent avec beaucoup fierté de leur école qu'ils qualifient de creuset d'excellence. L'établissement a formé plusieurs personnalités dont des autorités politiques, des généraux d'armée et des cadres de l'administration etc. Selon Abdoulaye, pensionnaire de cette école entre 1990 et 1997, « on grandit réellement dans cette école ». Cheikh Tidiane Gadio parle de la culture et la mentalité du prytanée qui les préparent à faire face à beaucoup de situation de la vie. Il était « fasciné par la tenue, le menton haut et les épaules relevées ».